# Brad Little

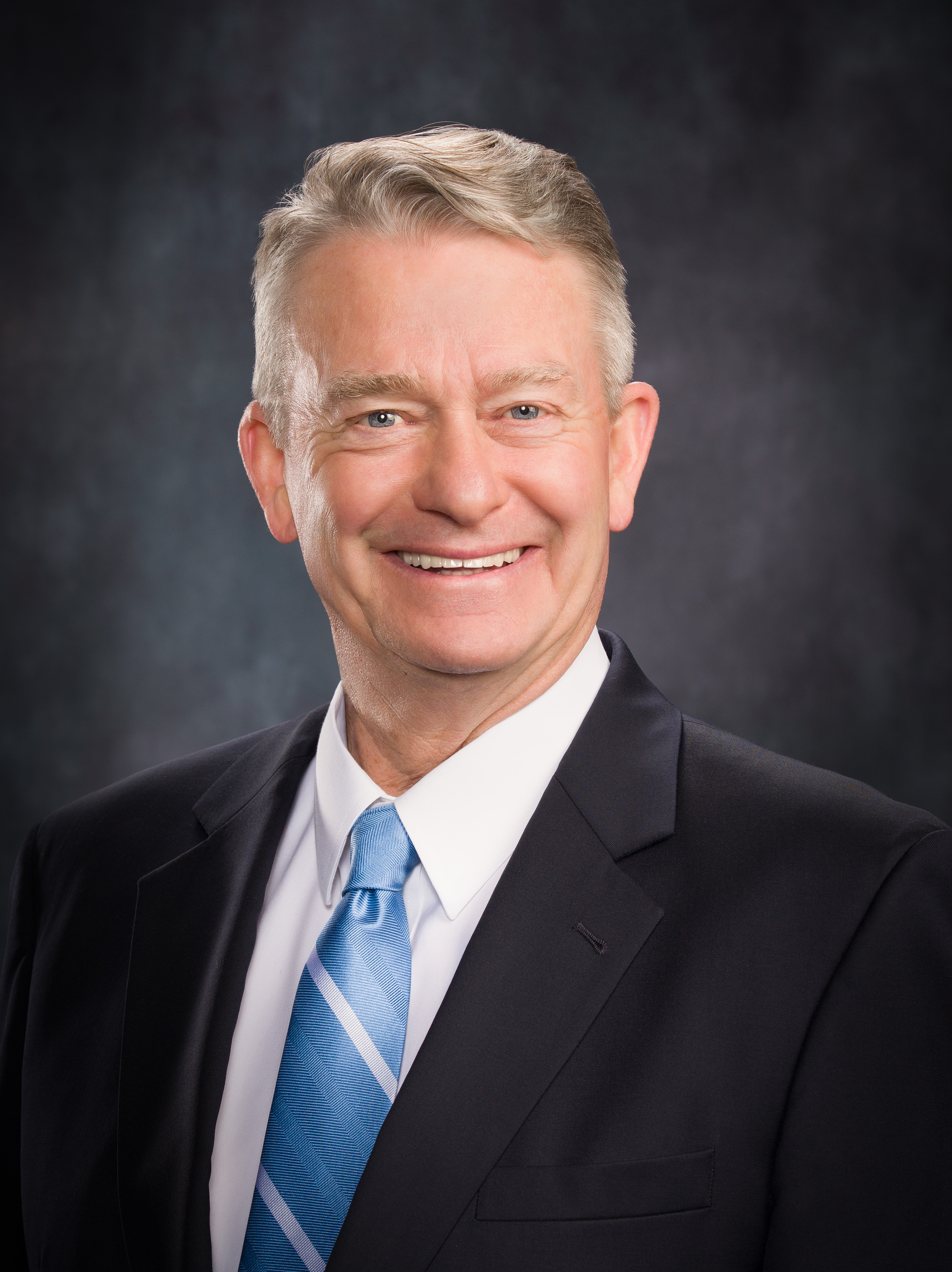
Brad Little, 2013

Brad Little (* 15. Februar 1954 in Emmett, Idaho) ist ein US-amerikanischer Politiker. Von 2009 bis 2019 war er Vizegouverneur des Bundesstaates Idaho. Bei der Gouverneurswahl am 6. November 2018 wurde Little zum Nachfolger von Butch Otter gewählt, seit dem 6. Januar 2019 amtiert er als 33. Gouverneur des Bundesstaates Idaho.

## Werdegang
Brad Little absolvierte die University of Idaho. Dann arbeitete er auf der Ranch seiner Eltern. Später stieg er auch in andere Geschäftsbereiche ein. Er leitete das Unternehmen Little Enterprises, das auf dem Gebiet der Landwirtschaft und Viehzucht tätig ist. Außerdem war er Vorsitzender der Idaho Association of Commerce and Industry sowie einiger anderer Vereinigungen und Organisationen seiner Heimat. Heute ist er Vorstandsmitglied der Home Federal Bank und eines Handwerksbetriebs in Boise.
Politisch wurde Little Mitglied der Republikanischen Partei. Zwischen 2001 und 2009 saß er im Senat von Idaho. Nach dem Rücktritt von Vizegouverneur Jim Risch, der in den US-Senat wechselte, wurde er von Gouverneur Butch Otter zum neuen Vizegouverneur von Idaho ernannt. Dieses Amt bekleidete er vom 6. Januar 2009 bis 6. Januar 2019. Dabei war er Stellvertreter des Gouverneurs und Vorsitzender des Staatssenats. Außerdem war er mit der wirtschaftlichen Weiterentwicklung des Staates Idaho betraut. Bei den regulären Wahlen der Jahre 2010 und 2014 wurde Little jeweils als Vizegouverneur wiedergewählt.
2018 kandidierte Little als Nachfolger von Butch Otter, der sich nicht mehr zur Wiederwahl stellte. Er setzte sich mit 59,8 % der abgegebenen Stimmen gegen die Demokratin Paulette Jordan durch. Am 6. Januar 2019 wurde Little als 33. Gouverneur von Idaho vereidigt. Die stellvertretende Gouverneurin von Idaho, Janice McGeachin, trat bei der Gouverneurswahl 2022 gegen Little an, wobei sie von Donald Trump unterstützt wurde. Little konnte sich in der republikanischen Vorwahl deutlich gegen McGeachin durchsetzen.